# Anita Sengupta
Anita Sengupta je kosmická inženýrka. Vystudovala letecké a strojní inženýrství na Univerzitě Jižní Kalifornie. Byla hlavní systémovou inženýrkou týmu, jenž vyvinul převratný nadzvukový padákový systém, díky němuž mohla sonda Curiosity přistát na Marsu. Následně vedla projekt Cold Atom Laboratory společnosti Jet Propulsion Laboratory. Poté byla viceprezidentkou pro návrh systémů Hyperloop One.